# 华侨大学陈嘉庚纪念堂
华侨大学陈嘉庚纪念堂位于华侨大学泉州校区，是华侨大学标志性建筑，1983年建成，2018年入选中国20世纪建筑遗产。

## 简介
陈嘉庚纪念堂在华侨大学泉州校区中轴线中心位置，由上海工业建筑设计院设计，为钢筋混凝土框架结构四层观演建筑，外观由闽南花岗岩石材装饰。占地12000平方米，建筑面积7438平方米，设有观众厅、陈嘉庚生平事迹陈列馆、校史馆、会议室、科学报告厅、迎宾接待室等。其中观众厅跨度36米，有3010个座位。

## 历史
- 1962年，全国侨联发起“陈嘉庚纪念堂筹建委员会”。
- 1963年4月3日奠基。[2]
- 1966年至1976年文革时期停工。
- 1980年5月复工。
- 1983年10月竣工。[1]